# Pierre François Joseph Plichon
Pour les articles homonymes, voir Plichon.
Pierre François Joseph Plichon est un homme politique français né le 23 octobre 1752 à Salesches (Nord) et mort le 18 février 1805.
Fermier à Salesches, adjoint au maire de la commune, il est élu député du Nord au Conseil des Cinq-Cents le 25 vendémiaire an IV et sort du conseil dès l'année suivante.

## Sources
- « Pierre François Joseph Plichon », dans Adolphe Robert et Gaston Cougny, Dictionnaire des parlementaires français, Edgar Bourloton, 1889-1891 [détail de l’édition]